# Tháng 9 năm 2021
Tháng 9 năm 2021 là tháng có 30 ngày của năm chung hiện nay. Tháng bắt đầu vào Thứ Tư (1/9), sẽ kết thúc vào Thứ Năm (30/9). Đó là tháng hiện tại.
01:20, Thứ tư, ngày 19 tháng 3 năm 2025 (UTC)